# Ehescheidung (Österreich)
Ehescheidung oder kurz Scheidung bezeichnet im österreichischen Ehegesetz die Auflösung einer Ehe durch gerichtliche Entscheidung.

## Internationale Zuständigkeit
Österreichische Stellen prüfen die Anwendbarkeit einer Rechtsordnung nur, wenn sie, insbesondere nach der EheVO-II international zuständig sind.

## Kollisionsrecht
Die Vorschriften über die Anwendbarkeit des österreichischen Rechts (Internationales Privatrecht) sind im Bundesgesetz über das Internationale Privatrecht (IPR-Gesetz) geregelt.
Die Anwendbarkeit österreichischen Rechts unterliegt in der Sache ähnlichen Vorschriften (§ 20 in Verbindung mit § 18 IPR-Gesetz) wie die des deutschen. Das österreichische Recht verzichtet aber auf eine Inländerprivilegierung. Stattdessen findet bei bi-nationalen Ehen stets, im Falle eines Österreichers österreichisches Recht, im Falle eines Ausländers dessen Heimatrecht auf die Scheidung Anwendung, wenn nach dem Recht des (letzten) gemeinsamen gewöhnlichen Aufenthalts die Ehe nicht geschieden werden kann (§ 20 Abs. 2 IPR-Gesetz).

## Materielles Recht
Die Scheidung der Ehe ist neben der Nichtigerklärung der Ehe und der Aufhebung der Ehe eine der Möglichkeiten, die Ehe zu beenden. Österreich hat das Scheidungsrecht im Ehegesetz (EheG), das bis 1977 weitgehend gleichlautend mit dem EheG in Deutschland war, geregelt. Zwischenzeitlich kamen einige Änderungen, wie der verschuldensunabhängige Unterhalt (genauer: Unterhalt trotz Verschuldens) hinzu.
Rechtsdogmatisch gesprochen handelt es sich bei der Scheidung um die „Kündigung“ des Dauerschuldverhältnisses Ehe, die nur aus besonderen Gründen möglich ist. Wenngleich nicht ausschließlich, so steht dennoch seit der Reform des Eherechts im Jahr 1999 das Zerrüttungsprinzip vor dem Verschuldensprinzip. Scheidungsgründe sind dem Zerrüttungsprinzip folgend grundsätzlich „relativ“; so kann z. B. ein Ehebruch, der die Gemeinschaft der Ehegatten nicht tatsächlich zerrüttet, nicht zur Scheidung führen.
Ehescheidungsgründe:
- Streitige Scheidung
  - Verschuldensscheidung
  - Scheidung aus anderen Gründen
    - Krankheit
      - wg. auf geistiger Störung beruhenden Verhaltens
      - wg. Geisteskrankheit
      - wg. ansteckender oder ekelerregender Krankheit

    - Auflösung der häuslichen Gemeinschaft
- Einvernehmliche Scheidung

### Verschuldensscheidung
Die Verschuldensscheidung, geregelt in § 49 Ehegesetz, erfordert eine
- schwere Eheverfehlung bzw. ein ehrloses und unsittliches Verhalten, die/das zu einer
- Zerrüttung der Ehe führt.

Schwere Eheverfehlung: Das Gesetz selbst nennt demonstrativ Ehebruch, körperliche Gewalt oder schweres seelisches Leid. Weiter zu nennen sind z. B. Trunksucht, ständige Streitereien, schwere Beschimpfungen, Vernachlässigung des Haushalts, Verweigerung der ehelichen Beiwohnung.
Zerrüttung: Die Ehe ist zerrüttet, wenn die körperliche, geistige und seelische Gemeinschaft der Ehegatten aufgehoben ist, so dass eine Wiederherstellung einer dem Wesen der Ehe entsprechenden Lebensgemeinschaft nicht erwartet werden kann.
Der (überwiegend) Schuldige kann die Scheidung nicht begehren. Nicht um eine schwere Eheverfehlung handelt es sich bei Reaktionshandlungen (z. B. Ehefrau verweigert Beiwohnung durch gegenwärtig volltrunkenen Mann). Auch Kompensationshandlungen (z. B. Ehefrau verweigert – zur Vergeltung – den Geschlechtsverkehr zwei Tage nachdem Mann volltrunken war) machen den vormalig Unschuldigen nicht zum (überwiegend) Schuldigen.

### Scheidung wegen Auflösung der häuslichen Gemeinschaft
Diese Scheidungsvariante, geregelt in § 55 Ehegesetz, erfordert eine
- Aufhebung der häuslichen Gemeinschaft seit 3 Jahren (bzw. 6 Jahren) und die
- Zerrüttung der Ehe.

Häusliche Gemeinschaft: Diese ist beendet, wenn die eheliche Wohn- und Wirtschaftsgemeinschaft in ehewidriger Intention beendet wird. Demgemäß reicht bereits eine Trennung von Tisch und Bett (a mensa et toro). Nur gelegentliches eheliches Beiwohnen genügt nicht für das Bestehen der häuslichen Gemeinschaft. Demgegenüber ist eine bloße räumliche Trennung (z. B. aus beruflichen oder sonstigen Gründen) ohne Zerrüttung unbeachtlich.
Nach drei Jahren ist die Scheidung nur möglich, wenn die Wiederherstellung der Lebensgemeinschaft nicht erwartet werden kann oder die Scheidung den (unschuldigen) Beklagten nicht härter (Härteklausel) treffen würde als den Klagenden die Abweisung des Scheidungsbegehrens. Ein derartiger Härtefall ist nach der Dauer der Lebensgemeinschaft, dem Wohl der Kinder, der Dauer der Aufhebung, dem Alter der Ehegatten etc. zu beurteilen. Nach sechs Jahren kann die Ehe jedenfalls aufgehoben werden.
Insbesondere auch der (überwiegend) Schuldige kann die Scheidung begehren; er muss dafür jedoch damit rechnen, Unterhalt nach § 94 ABGB wie bei aufrechter Ehe (!) leisten zu müssen.

### Einvernehmliche Scheidung
Diese Scheidungsform, geregelt in § 55a Ehegesetz, erfordert die
- Aufhebung der ehelichen Lebensgemeinschaft seit mindestens einem halben Jahr, eine
- schriftliche Vereinbarung sowie
- Zerrüttung der Ehe, die (rein formell, es wird nicht nachgeprüft) eingestanden werden muss.

Eheliche Lebensgemeinschaft: Diese umfasst die allgemeinen ehelichen Pflichten des § 90 ABGB (gemeinsames Wohnen, Treue, Beistand etc.); auf eine Aufhebung der häuslichen Gemeinschaft (siehe oben) im rein räumlichen Sinn kommt es nicht an, folglich ist letzterer auch nicht erforderlich für die einvernehmliche Scheidung.
Die schriftliche Vereinbarung, die zivilrechtlich als Vergleich (Recht) qualifiziert werden kann, muss Einigung enthalten über: hauptsächlichen Aufenthalt der Kinder, Obsorge, Ausübung des Rechts auf persönlichen Verkehr, Unterhalt für die Kinder, Unterhalt der Ehegatten zueinander.

## Geschichte
Im Jahr 1783 erließ Joseph II. erstmals ein Ehepatent, das zwischen dem kirchlichen Ehesakrament und der staatlichen Zivilehe unterschied. Von diesem Zeitpunkt an konnten sich zumindest Nichtkatholiken einvernehmlich scheiden lassen und damit erneut heiraten. Für Katholiken galt dies nicht. Für sie gab es jedoch die – zumeist befristete – Trennung von Tisch und Bett.
Nur für Nichtkatholiken galten ab 1812 die Bestimmungen des Eherechts im ABGB.
Nach dem Anschluss Österreichs im März 1938 trat im  gesamten Großdeutschen Reich das Gesetz zur Vereinheitlichung des Rechts der Eheschließung und der Ehescheidung im Lande Österreich und im übrigen Reichsgebiet (Ehegesetz) vom 6. Juli 1938 in Kraft. Das Gesetz säkularisierte das Scheidungsrecht und vereinheitlichte es konfessionsübergreifend. Das EheG unterschied zwischen einer Scheidung wegen Verschuldens (Eheverfehlungen) wie Ehebruch oder der „Verweigerung der Fortpflanzung“ (§§ 47 ff. EheG) und einer  Scheidung aus anderen Gründen wie Geisteskrankheit eines Ehegatten oder dem Leiden an einer ansteckenden oder ekelerregenden Krankheit (§§ 50 ff. EheG). Dem Recht auf Scheidung wegen Verschuldens konnte die Verzeihung des verletzten Ehegatten entgegenstehen (§ 56 EheG). Die Scheidung musste innerhalb bestimmter Fristen  beantragt werden, die jeweils mit der Kenntnis des Scheidungsgrundes begann (§§ 57 ff. EheG). Der allein oder überwiegend schuldig geschiedene Ehegatte war dem anderen zum Unterhalt verpflichtet und konnte nur ausnahmsweise das Sorgerecht für die gemeinsamen Kinder erhalten.
Im Vierten Abschnitt enthielt das EheG von 1938 verschiedene Sondervorschriften für das Land Österreich (§§ 99 ff. EheG). So galt die Trennung der Ehe dem Bande nach als Scheidung der Ehe nach den Vorschriften des EheG. Die Wirkung einer Trennung von Tisch und Bett wurde hingegen durch das Inkrafttreten des EheG nicht berührt.
Das aktuelle Ehegesetz geht auf das EheG von 1938 zurück.

## Zahlen und Statistiken zur Ehescheidung
Fast 90 % der Ehescheidungen erfolgen einvernehmlich. Bei einem Rechtsstreit mit richterlichem Urteil hätten beide Parteien mit zwei negativen Folgen zu rechnen: Erstens würden intime Details aus dem Privatleben in die Öffentlichkeit getragen („Schmutzwäschewaschen“), zweitens müssten die Parteien den Anordnungen des Richters Folge leisten. Bei einer wenn auch mühsamen Einigung hingegen können die Parteien weitgehend selbst bestimmen, wie sie die Scheidung regeln (siehe auch Mediation).